# كلاوس فون فاغنر
كلاوس فون فاغنر (بالألمانية: Claus Joachim von Wagner) ولد في 28-11-1977 في مدينة ميونخ في جنوب ألمانيا، هو كوميدي ألماني في الحقل السياسي.

## المولد
تربى كلاوس المولود في مدينة ميسباخ (Miesbach)في ولاية بايرن لعائلة أصلها من شمال ألمانيا (الأب محامي والأم ربة بيت).

## الدراسة
درس كلاوس علوم الاتصال والإعلام في ميونخ وبدأ بالأعمال الكوميدية قبل وخلال دراسته. في عام 2003 أنهى رسالة الماجستير حول الكوميديا السياسية في الإعلام الألماني.

## المجال الإعلامي
شارك كلاوس في كثير من البرامج التلفزيونية والإذاعية لوحدهِِ ومع كوميديين آخرين وحصل على العديد من الجوائز والترقيات في هذا المجال.

## برنامج المؤسسة
منذ 2012 يدير كلاوس برفقة المسرحي والكوميدي ماكس اوتوف برنامج المؤسسة (Die Anstalt) الذي يذاع على التلفزيون الألماني الثاني (ZDF) والذي يشارك فيه عادةً فنانون وكوميديون آخرون والذي اشتهر بتميزه عن الإعلام العام بتحريه الحيادية ومحاكاته لكثير مما يحدث خلف الكواليس بطريقة فنية ساخرة. البرنامج الذي تعرض لنقد الكثير من الصحفيين الألمان بسبب طريقة عرضه للأزمة الأوكرانية وكشفه عن علاقات الكثير من محرري الصحف والإعلاميين بتحالفات أطلسية عسكرية في إحدى حلقاته، مما أدى إلى لجوء بعض هؤلاء إلى القضاء اعتراضاٌ على البرنامج، ولكن كلاوس وماكس اوتوف ربحا القضية وبهذا لم يتم إيقاف برنامجهما.

## روابط خارجية
- كلاوس فون فاغنر على موقع IMDb (الإنجليزية)
- كلاوس فون فاغنر على موقع مونزينجر (الألمانية)
- كلاوس فون فاغنر على موقع ميوزك برينز (الإنجليزية)
- كلاوس فون فاغنر على موقع ديسكوغز (الإنجليزية)
- كلاوس فون فاغنر على موقع قاعدة بيانات الفيلم (الإنجليزية)